# Чеве (печера)
Чеве (англ. Chevé Cave [ˈtʃeɪveɪ]; ісп. Cueva Chevé) — глибока печера (печерна система), розташована в горах Сьєрра-де-Хуарес на півдні Мексики, штат Оахака.

## Загальні відомості
У 2003 році найглибша відома точка системи Чеве знаходилася на глибині −4869 футів (−1484 м), що робило її другою по глибині в Західній Півкулі і 12-ю на всій земній кулі. Нині для спуску до останньої відомої точки в глибині печери треба використати три проміжні базові табори і мінімум 2 км мотузок. Температура у печері тримається біля відміток 47—52 градуси за Фаренгейтом. Вона була досліджена під керівництвом Білла Стоуна.

## Історія вивчення
Чеве було відкрито в середині 1980-х років Біллом Фарром (англ. Bill Farr) і Керолом Візлі (англ. Carol Vesely). Її досліджена глибина кілька разів збільшувалася. Нині печеру розвідано до точки, що знаходиться на відстані 9 км від входу. Така велика протяжність підземних ходів створює логістичні проблеми й утрудняє вивчення системи в глибину, тому вчені сконцентрувалися на спробах виявити проміжні входи, використання яких полегшило б потрапляння людей і вантажів до останньої базової станції і прискорило вивчення Чеве.

## Гіпотетичний зв'язок з J2
У 2004 році міжнародна експедиція відкрила печеру J2 за 5 км від Чеве. Перед тим, як обвал ходу перервав дослідження, учені встигли встановити, що нова печера тягнеться у бік старої. Нині експедиції намагаються знайти місце з'єднання печер. Якщо система дійсно виявиться єдиним цілим, її глибина становитиме 2597 м, що буде новим світовим рекордом.